# Ур, Клайв
Сэр Клив Уэнтуорт Ур KBE (англ. Clive Wentworth Uhr, род. 1 января 1903, Брисбен, Австралия — 19 сентября 1974, там же) — выдающийся австралийский радиолог.

## Биография
Клив Ур родился 1 января 1903 года в Брисбене в семье с австралийско-ирландскими корнями. Он — внук старателя Уэнтуорта Д’Арси Ура.
Ур получил образование в Сиднейском университете. После окончания университета он работал в медицинской сфере в Королевской больнице Брисбена перед тем как пойти в частную клинику в 1932 году, и затем в медицинский корпус австралийской армии в 1940 году.
Ура быстро повысили до майора. Ур отправился в Сингапур, и видел завоевание Сингапура японцами. Ур был анастезистом и радиологом во время захвата острова, поэтому он попал в плен. Пока он оставался военнопленным, он помогал другим заключенным с сердечным бери-бери. Он оставался военнопленным до конца войны, его освободили в 1945 году.
В мирное время, Ур оставался стойко поддержан[что?] как ветеран войны, маршируя с Ассоциацией военных ветеранов-католиков во время дня АНЗАК. Он создал и был членом нескольких медицинских комиссий в Квинсленде, включая местную ветвь Австралийско-новозеландской радиологической ассоциации.
Позже Ур стал кататься на лошадях, и был председателем конного клуба в Квинсленде. Также он жертвовал на благотворительность для колледжей Университета Квинсленда, а также был кандидатом на местных выборах. Ему вручили орден Британской империи в 1961 году и назначили рыцарем в 1972 году.
Ур умер в 1974 году и был похоронен на кладбище Нуджи.